# ألاستير كرانستون
ألاستير كرانستون هو لاعب اتحاد الرغبي وسياسي بريطاني، ولد في 11 ديسمبر 1949. نشط حزبياً في الحزب الوطني الإسكتلندي. وقد انتخب عضو المجلس المحلي ‏.